# Kontrola państwa portu
Kontrola państwa portu (port State control, PSC) – inspekcje na statkach konwencyjnych przeprowadzane przez administrację morską państwa, w porcie którego statek znajduje się w danej chwili, dla potwierdzenia kompetencji kapitana, oficerów oraz stanu technicznego jednostki. Inspektorzy PSC sprawdzają statek pod kątem wymagań konwencji takich jak SOLAS, MARPOL, STCW. Kontrole inspektorów PSC są niezaplanowane, w przeciwieństwie do kontroli sprawowanych przez towarzystwo klasyfikacyjne. Statek, na którym kontrola wykazała znaczne uchybienia, zostaje zatrzymany w porcie. Zatrzymania statków są publikowane w raportach opracowywanych przez Paris Memorandum.